# Jacques Prignot
Jacques Prignot (Lo, ca. 1753 - Veurne, 2 mei 1827) was burgemeester van de Belgische stad Veurne.

## Levensloop
Jacques Prignot was de zoon van Henri Prignot (Vecqueville (Haute-Marne, Frankrijk),1726 - Lo, 1786) en Anna Steen (1723-1807). Henri Prignot werd ontvanger van belastingen.
Jacques Prignot werd eveneens ontvanger van de directe belastingen, in Bulskamp. Hij trouwde met Isabelle Bolluyt (Steenvoorde, 1769 - Veurne, 1818) en ze kregen drie kinderen.
Op 18 november 1803 werd hij burgemeester benoemd van Veurne, bijna een jaar nadat zijn voorganger Roland Bernier was afgezet.
Zijn broer Jean-Baptiste Prignot (1765-1831) werd in 1820 stadssecretaris van Veurne en bleef dit tot aan zijn dood. Hij werd opgevolgd door zijn zoon Cesar Prignot (1805-1848).